# Банзай
Банза́й (яп. 万歳 бандзай, «десять тысяч лет») — японское произношение традиционного китайского пожелания долголетия (на китайском произносится «ваньсуй»; ср. рус. устар. «Многая лета!»), на русский может переводиться как «Да здравствует!».
В прошлом обычно использовался полный вариант «тэнно хэйка, бандзай!» (яп. 天皇陛下万歳, «Его Величеству императору — десять тысяч лет!»), традиционно японское пожелание десяти тысяч лет жизни императору. Часто использовалось в качестве боевого клича японских воинов (аналог русского  «ура»), в частности, традиция приписывает его камикадзе. Сейчас в России «Банзай!» обозначает приблизительно то же, что и «Ура!».

## Галерея

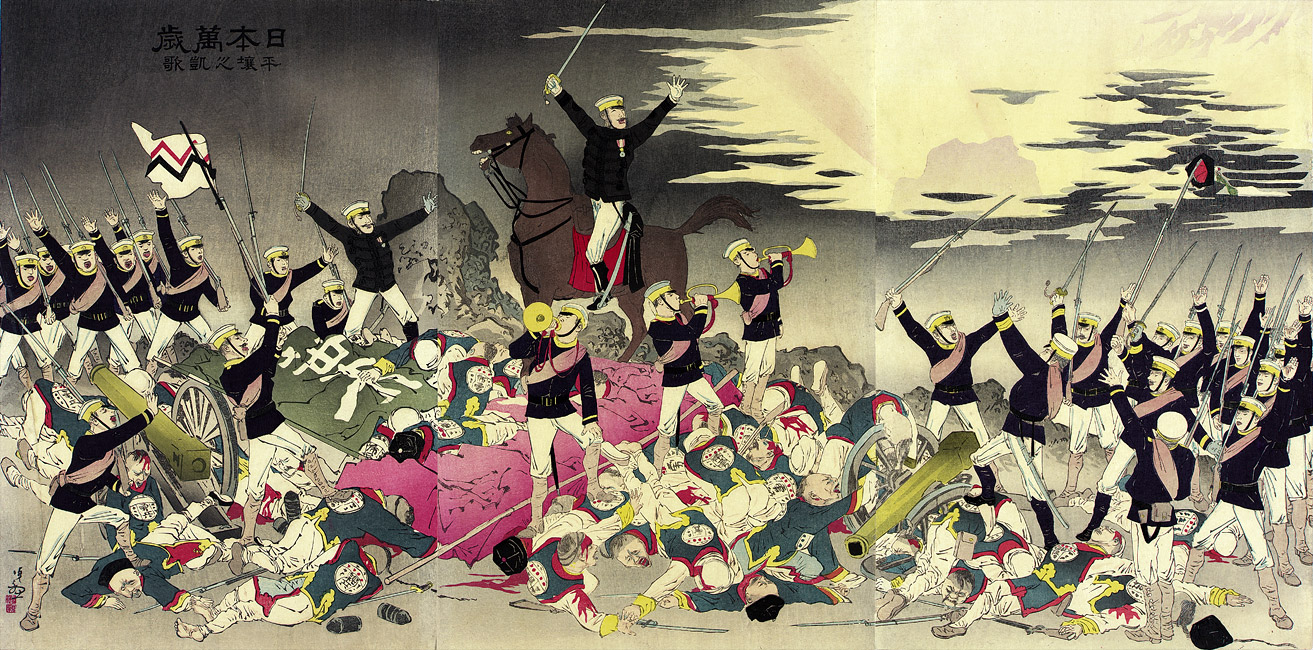
Японские солдаты отмечают криками «банзай» победу над китайскими войсками (1895)
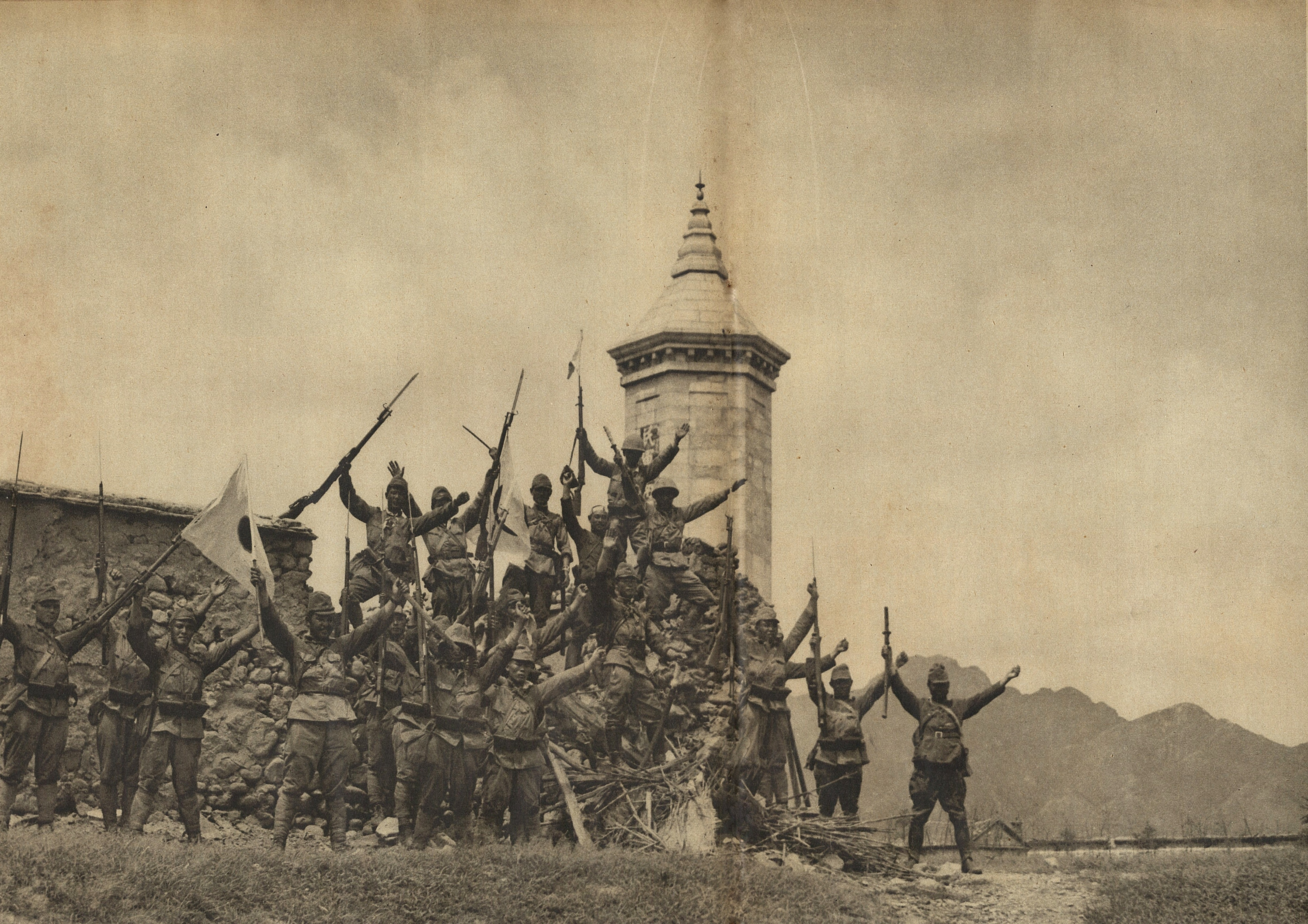
Японцы кричат «банзай» в Пекине (1937)
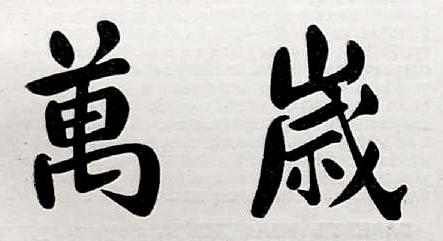
Иллюстрация из статьи «Бандзай» в ВЭС